# Obični zanovijet
Obični zanovijet (Obični negnjil, djetelinovo drvo, lat. Laburnum anagyroides), je vrsta iz porodice mahunarki (Fabaceae) koja pripada rodu negnjil, zanovijet ili zlatna kiša. Prirodno stanište ove biljke je u Srednjoj i Južnoj Europi.
Raste i cvjeta u suhim i blagim habitatima, posebice u vapnenastim tlima južne Europe.

## Opis
Obični zanovijet je malo listopadno drvo ili veliki grm, koji može narasti do 7 metara visine. Ima glatku koru, tamnozelene široke grane i viseće dlakave grančice. Listovi se uglavnom sastoje od tri dijela te su ovalni s dugim peteljkama; glatki su na gornjoj strani te dlakavi na donjoj. Cvate tijekom svibnja i lipnja.
Laburnum anagyroides cvjeta u kasno proljeće cvjetovima koji su graškasti, žuti, gusto nabijeni i pendulozni grozdovi dugi 10–25 cm. Cvjetovi su zlatnožuti, slatka mirisa i obično cvjetaju u svibnju.
Sjemenke su u mahunama punih mnogobrojnim crnim sjemenkama koje sadrže citizin, alkaloid krajnje otrovan za ljude kao i za koze i konje, osobito kad nisu zreli. No neke divlje životinje poput zečeva i jelena hrane se njima bez ikakvih popratnih tegoba, i zbog toga u nekim krajevima vjeruju da ova biljka ima čarobne osobine.
Svi dijelovi biljke sadrže citizin i otrovni su ako se konzumiraju.

## Uporaba
Drvo je tvrdo i teško, žute/smeđe boje, pogodno za izradu stupova, obradu drva i kao gorivo. U prošlosti koristilo ga se za izradu lukova, za što se koristi i danas kad se oživljavaju povijesni događaji.
Drvo je također poznato kao "lažna ebanovina" jer drvo iz vrlo starih primjeraka može se koristiti umjesto ebanovine.

### Uzgoj
Laburnum anagyroides uzgaja se kao ukrasno drvo. Najčešća ukrasna biljka iz ovog roda je hibrid ove vrste i Laburnum alpinum — Laburnum × watereri. Kao poznatiji kultivari su 'Aureum', 'Bullatum', 'Carlieri', 'Chrysophyllum', 'Incisum', 'Pendulum', 'Quercifolium', 'Serotinum', 'Sessilifolium' i 'Variegatum'.

## Hrvatski nazivi i autori
- djetelinovo drvo, Šulek, B., 1879,
- kopitak gorski, Šulek, B., 1879,
- kopitica, Šulek, B., 1879,
- negnjil, Kušan, F., 1956,
- obična zanovijet, Forenbacher, S., 1998,
- obični zanovijet, Domac, R., 1994,
- pucalika, Šulek, B., 1879,
- tilovina, Šulek, B., 1879,
- utin, Šulek, B., 1879,
- zanovet grozdocvjetni, Schlosser, J.C.K.; Vukotinović, Lj., 1876,
- zanovijet, Kušan, F., 1956,
- žilovina, Šulek, B., 1879,
- žuti bagrem, Kušan, F., 1956

izvori za hrvatsko nazivlje